# Raimondo de Mausaco
Raimondo de Mausaco (Marsiglia, ... – 1336) fu vescovo di Alba, Chieti e Aversa e cancelliere del duca di Calabria.

## Biografia
Le prime informazioni sulle origini di Raimondo sono piuttosto tarde: l'erudito del Seicento Girolamo Nicolino riferisce che era originario di Marsiglia ed era un frate francescano.
Fu eletto vescovo di Alba nel 1311 (al suo episcopato risale un documento ai marchesi di Ceva sul castello di Mirabello).
Nel 1321 fu nominato da papa Giovanni XXII vescovo di Chieti in sostituzione del frate minore Guglielmo de Giniaco, eletto dal capitolo cattedrale ma non confermato dal pontefice a causa dell'opposizione del procuratore generale dei francescani. A Chieti Raimondo impegnò le sue energie nella ricostruzione del patrimonio diocesano, rivendicando i suoi diritti sui castelli di Montesilvano e della Scorciosa.
Fu nominato cancelliere di Carlo, duca di Calabria, nel 1322. Seguì Carlo a Firenze ed ebbe un ruolo nella condanna al rogo per eresia di Cecco d'Ascoli.
Il 21 febbraio 1326 fu trasferito alla sede di Aversa, dove stabilì la sua residenza solo dopo la morte del duca di Calabria.